# 仙台警察管区
仙台警察管区（せんだいけいさつかんく）は、国家地方警察本部の地方機関で、宮城県、青森県、岩手県、秋田県、山形県、福島県の国家地方警察を管轄する。所在地は宮城県仙台市。
旧警察法（昭和22年12月17日法律第196号）施行により発足。1954年（昭和29年）の新警察法の公布により廃止され、警察庁傘下の東北管区警察局に移行した。

## 組織
1948年（昭和23年）時点
- 総務部
- 警務部
- 刑事部
- 警備部
- 管区警察学校

## 歴代警察管区本部長
1. 奥田信雄（警視長）
2. 川合寿人（警視長）
3. 樺山俊夫（警視長）